# Peter Majerník
Peter Majerník (n. 31 decembrie 1978) este fundașul central al lui Inter Bratislava. Anterior acesta a jucat la FC Brașov în Liga I.

## Legături externe
- Profilul lui Peter Majerník pe Soccerway
- Profile on MFK Ružomberok website Arhivat în 9 octombrie 2011, la Wayback Machine.